# Lubomíra Kropáčková
Lubomíra Kropáčková rozená Maláčová (31. prosince 1918 Slavkov u Brna – 20. března 2016 Slavkov u Brna) byla moravská učitelka a dlouholetá kronikářka města Slavkova (1970–2007).

## Život
Narodila se ve Slavkově u Brna 31. prosince 1918 v čerstvě vzniklém Československu rodičům Růženě a Ferdinandu Maláčovým. Otec byl profesí elektrotechnik a pracoval jako správce elektrické sítě místního cukrovaru. Matka byla za svobodna zdravotní sestra, po narození dětí zůstávala v domácnosti. Rodina dlouhá léta bydlela v deputátním domku v areálu cukrovaru. Lubomíra po dokončení měšťanské školy pokračovala studiem na učitelském ústavu v Brně.
Studium ukončila v roce 1938, v důsledku mobilizace a následné německé okupace však byla zprvu nějaký čas nezaměstnaná, přechodně si přivydělávala při řepných kampaních v cukrovaru a jen bezplatně prováděla hospitace na prvním stupni základní školy na Komenského náměstí ve Slavkově. Učitelskou dráhu zahájila až v roce 1942 na prvním i druhém stupni v nedalekých Bučovicích. Závěr války v roce 1945 prožívala s rodiči ve Slavkově a při přechodu fronty se skrývala ve sklepení dolní Redlichovy vily. Téhož roku si vzala za muže Josefa Kropáčka pocházejícího z Milešovic.
Pokračovala ve vyučování na školách ve Slavkově a krátce také na Kyjovsku. V letech 1955–1960 působila na Slovácku, kde učila na malotřídní základní škole ve Vlkoši a v Žádovicích a s rodinou bydlela v Kelčanech. Zde také v roce 1957 porodila jediného syna Petra, manželství se však záhy rozpadlo. Po roce 1960 se vrátila ke stárnoucím rodičům do Slavkova, učila nejprve na základní škole v sousedních Heršpicích, od roku 1961 na slavkovské ZDŠ Komenského náměstí a pak od roku 1970 ZDŠ Tyršova.
Mezitím jí v letech 1964 a 1965 rodiče zemřeli a Kropáčková zůstala sama se synem. V roce 1968 ukončila státní zkouškou z matematiky a základů průmyslové výroby své vysokoškolské vzdělání na Pedagogické fakultě Masarykovy univerzity (tehdy Univerzity Jana Evangelisty Purkyně) v Brně. Po odchodu do důchodu v roce 1975 zůstala pro nedostatek učitelského personálu na školách ještě další čtyři roky a následujících osm let ještě krátkodobě vypomáhala na některých školách ve slavkovském okolí.
Když tehdejší kronikář města Slavkova, rovněž učitel Jaroslav Jakeš (1898–1970), zapisoval srpnové události roku 1968 a poté se dalšího pokračování na vlastní žádost vzdal, byla k psaní kroniky od roku 1970 vybrána právě Kropáčková. Podle vlastních slov i jí samotné hrozil pro „neopatrné jednání“ nucený odchod ze školství, příslibem práce na kronice však o zaměstnání nepřišla a byla jen přeložena na druhou slavkovskou školu. Do kroniky mimo jiné zpětně jako samostatné kapitoly doplnila osudy slavkovských občanů, kteří se za druhé světové války podíleli na odboji nebo byli perzekvováni a skončili na popravištích či v koncentračních táborech.
I po roce 1990 dále pátrala po příbězích slavkovských Židů a podnikla několik cest do Velké Británie za spřízněnými rodinami, společně s dalšími místními nadšenci pak přispěla k obnově židovského hřbitova a synagogy i založení židovského muzea ve Slavkově. Ve Slavkovském zpravodaji publikovala různé příspěvky z historie města a po oslavě 90. narozenin také svoje básně. Jednou z jejích posledních výrazných společenských aktivit byl třetinový podíl na sepsání knihy Slavkov u Brna – Austerlitz, město nejenom se slavnou historií s osobní účastí na jejím křtu v březnu 2007. V témže roce ze zdravotních důvodů skončila po 37 letech s psaním městské kroniky a její práci převzal Jiří Blažek.
V roce 2013 odešla do domova pro seniory v Brně-Bystrci a byla již trvale upoutána na lůžko. Zemřela v 97 letech 20. března 2016.